# 영국-독일 해군력 경쟁

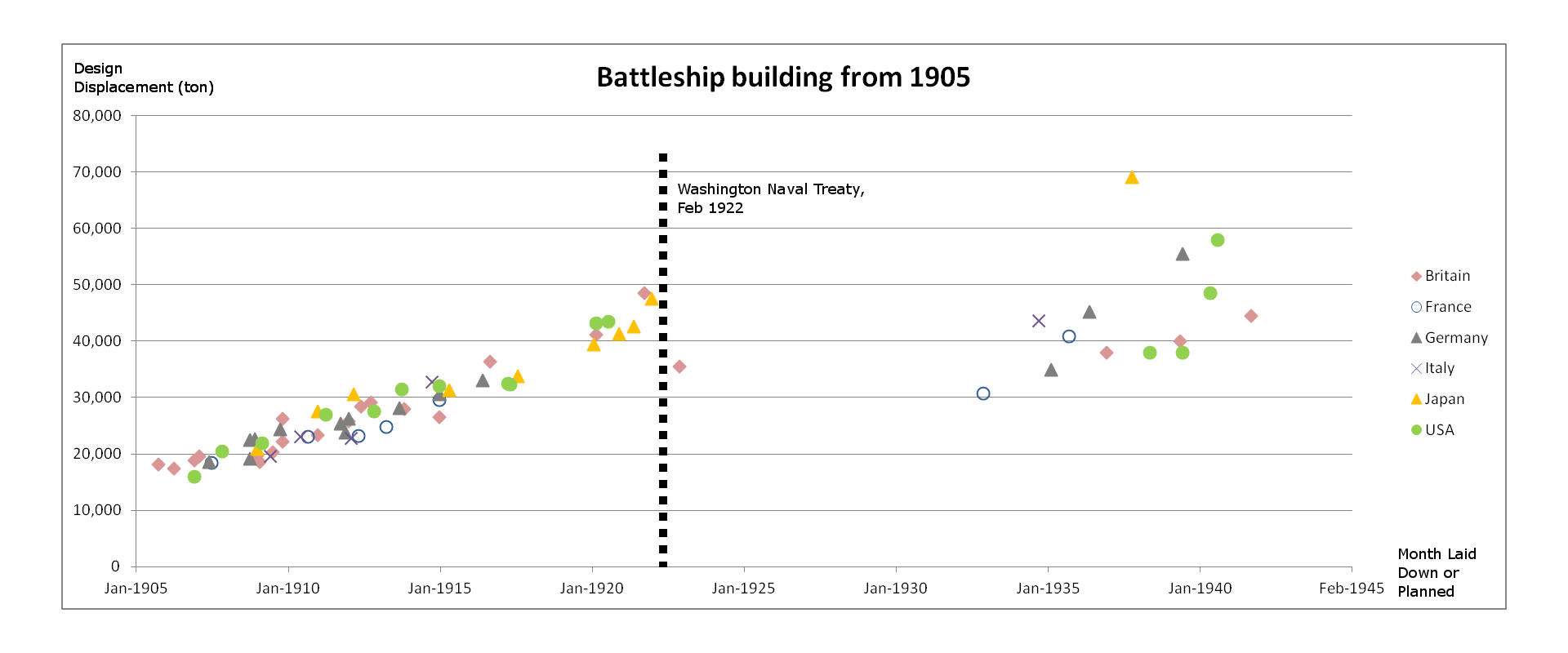
제1차 세계 대전 이전과 중반, 이후의 전함의 크기와 전력 비교. 영국과 독일을 포함한 여러 강대국들의 전함 건조 경쟁, 해군력 경쟁을 뜻한다. 강대국들의 해군력 경쟁은 베르사유 조약, 워싱턴 해군 군축 조약에 따라 종식되었다.

영국-독일 해군력 경쟁은 20세기 초반 영국과 독일 제국 사이에 있었던 군함 건조 경쟁을 의미한다.
20세기 초반 영국은 전세계에서 최강의 해군을 보유하고 있었다. 독일 제국의 황제였던 빌헬름 2세는 독일이 영국 왕립해군에 필적하는 해군력을 보유하기를 원했다. 국가해군청 대신을 역임하고 있던 알프레트 폰 티르피츠는 1898년부터 1912년까지 《함대법》(艦隊法)을 5차례(1898년, 1900년, 1906년, 1908년, 1912년)에 걸쳐 제정하는 한편 독일 대양함대의 해군력을 증강했다.
독일의 해군 증강 계획은 영국에게는 큰 위협이 되었으며 독일의 해군력 패권 도전을 예고했다. 1902년부터 1910년까지 영국은 독일의 해군력 증강에 대응하기 위한 차원에서 영국 왕립해군의 해군력을 증강했고 1906년에는 전함 HMS 드레드노트를 진수했다. 영국과 독일의 해군력 경쟁은 제1차 세계 대전의 원인 가운데 하나가 되었다.

## 같이 보기
- 제1차 세계 대전의 원인
- 독일 황립해군